# Loxocera ojibwayensis
Loxocera ojibwayensis är en tvåvingeart som beskrevs av William Russel Buck 2006. Loxocera ojibwayensis ingår i släktet Loxocera och familjen rotflugor. Inga underarter finns listade i Catalogue of Life.